# Аерозавр
Аерозавр (Aerosaurus ) — рід пелікозаврів родини варанопсеїди (Varanopidae). Рід існував в кінці карбону на території Північної Америки. Скам'янілі рештки ящера знайдені та місці колишніх мідних рудників El Cobre Canyon на півночі Нью-Мексико.